# Karl Christian Köhler

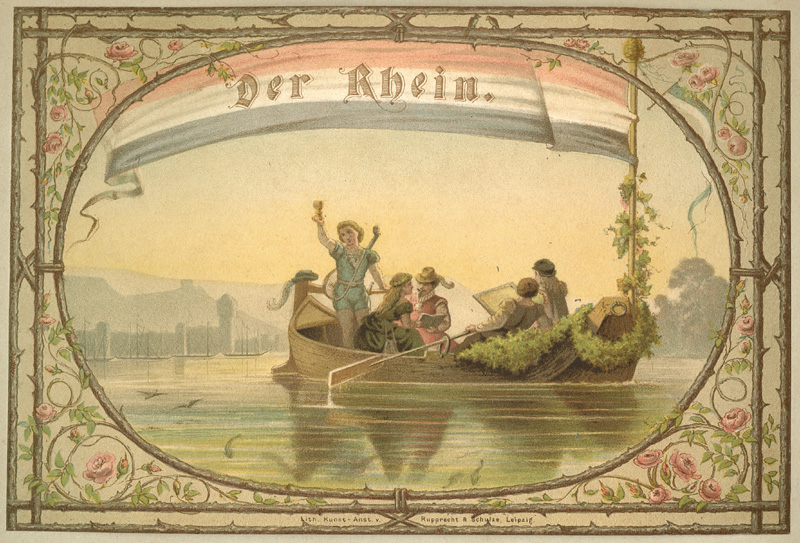
Karl Christian Koehler: Allegorie der Rheinromantik, um 1870

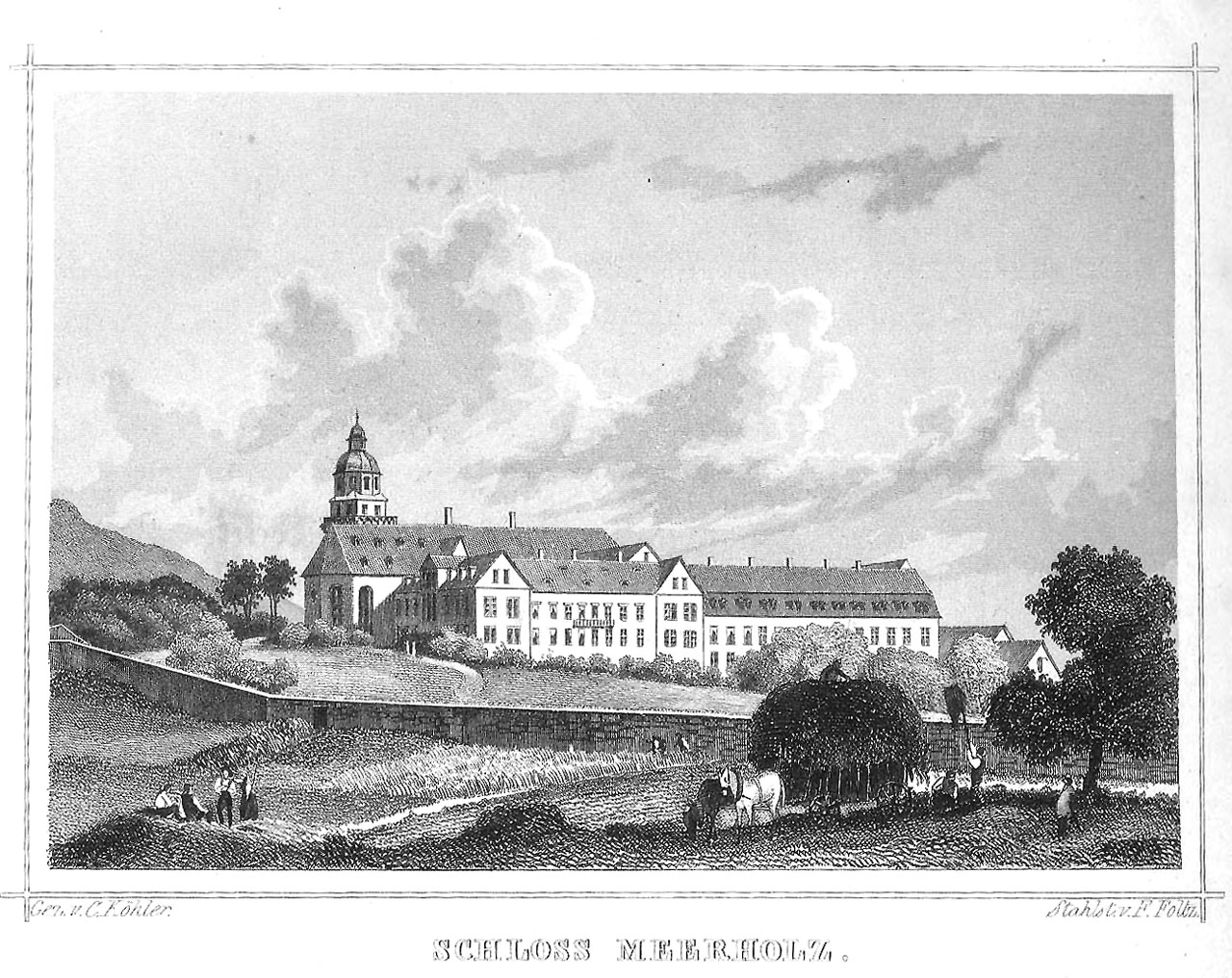
Schloss Meerholz, 1850

Karl Christian Köhler (* 3. Februar 1827 in Darmstadt; † 1. März 1890 ebenda) war ein deutscher Maler und Kunstverleger.

## Leben
Köhler erlernte 14-jährig zunächst den Buchhandel in Rotterdam und versuchte sich schon damals im Zeichnen nach der Natur. 1848 schiffte er sich nach New York ein, wo er für seinen Onkel, den Kunstverleger G. G. Lange in Darmstadt, eine Filiale errichten sollte. Durch Erkrankung daran verhindert, suchte er Gesundung auf einer Farm. Dort trieb er Naturstudien zusammen mit seinem etwas älteren Landsmann und Freund, dem Landschaftsmaler Paul Weber. Ein Aufenthalt in Ostende 1850, wieder zwecks Gründung einer Zweigniederlassung, bot Gelegenheit zum Studium der niederländischen Landschaft und Anregungen durch Umgang mit Vertretern der dortigen Künstlerschaft.
Schließlich setzte Köhler einen einjährigen Studienaufenthalt in München durch, wo er besonders auf Anraten seines Onkels, des Malers Julius Lange, sich ganz der Kunst zuwandte. In London, wo er auch noch für den Kunstverlag Lange wirkte, erlernte er dann die Aquarellmalerei, die er von nun an ausschließlich pflegte. Nach Darmstadt zurückgekehrt, heiratete er die Tochter seines Onkels G. G. Lange und gründete eine Kunstbuchverlag und Sortimentsbuchhandlung.
Zeichnungen von ihm enthält schon das 1850 bei Lange erschienene Abbildungswerk „Das Kurfürstentum Hessen“. Nun ging er an die Vervielfältigung seiner Aquarelle in farbigen Aquatintablättern, wozu ihm in Darmstadt ein gut ausgebildeter Stab von Künstlern zur Seite stand. So entstanden die Werke Das Königreich Sachsen, Thüringen und Anhalt, dargestellt in malerischen Original-Ansichten […] von L. Rohbock und C. Koehler, Darmstadt 1857/62, und Der Rhein, Salzburger Alpen, Thüringerwald und Harz. Diese Folgen von Veduten, wozu noch viele Einzelblätter kommen, reihen Koehler unter die ersten deutschen Aquarellisten seiner Zeit ein.
Körperlich leidend, besuchte er wiederholt Oberitalien und die Riviera, wo er wieder durch Paul Weber, Ascan Lutteroth und Alexandre Calame künstlerische Anregung empfing. Plötzliche Erblindung setzte seinem Schaffen ein Ende; doch konnte er seine „Technik der Aquarellmalerei“ noch herausbringen.